# Campionati mondiali di canoa/kayak 1950
I terzi Campionati mondiali di canoa/kayak si sono svolti a Copenaghen (Danimarca) nel 1950.

## Medagliere
| Pos. | Paese          | Oro | Argento | Bronzo | Totale |
| ---- | -------------- | --- | ------- | ------ | ------ |
| 1    | Svezia         | 7   | 5       | 6      | 18     |
| 2    | Finlandia      | 3   | 1       | 0      | 4      |
| 3    | Cecoslovacchia | 2   | 1       | 1      | 0      |
| 4    | Danimarca      | 1   | 3       | 1      | 5      |
| 5    | Francia        | 1   | 2       | 0      | 3      |
| 6    | Austria        | 0   | 1       | 5      | 6      |
| 7    | Norvegia       | 0   | 1       | 0      | 1      |
| 8    | Paesi Bassi    | 0   | 0       | 1      | 1      |

## Medaglie Canoa

### C1 1000m
| Posizione | Atleta          | Paese          | Tempo |
| --------- | --------------- | -------------- | ----- |
|           | Josef Holeček   | Cecoslovacchia |       |
|           | Robert Boutigny | Francia        |       |
|           | Bengt Backlund  | Svezia         |       |

### C1 10000m
| Posizione | Atleta          | Paese          | Tempo |
| --------- | --------------- | -------------- | ----- |
|           | Robert Boutigny | Francia        |       |
|           | Josef Holeček   | Cecoslovacchia |       |
|           | Bengt Backlund  | Svezia         |       |

### C2 1000m
| Posizione | Atleta                         | Paese          | Tempo |
| --------- | ------------------------------ | -------------- | ----- |
|           | Jan Brzák-Felix Bohumil Kudrna | Cecoslovacchia |       |
|           | Georges Dransart Armand Loreau | Francia        |       |
|           | Vaclav Havel Jiri Pecka        | Cecoslovacchia |       |

## Medaglie Kayak

### K1 500m
| Posizione | Atleta             | Paese     | Tempo |
| --------- | ------------------ | --------- | ----- |
|           | Johan Kobberup     | Danimarca |       |
|           | Lennart Klingström | Svezia    |       |
|           | Andreas Lind       | Danimarca |       |

| Posizione | Atleta              | Paese     | Tempo |
| --------- | ------------------- | --------- | ----- |
|           | Sylvi Saimo         | Finlandia |       |
|           | Karen Hoff          | Danimarca |       |
|           | Friederike Schwingl | Austria   |       |

### K1 4x500m
| Posizione | Atleta                                                               | Paese     | Tempo |
| --------- | -------------------------------------------------------------------- | --------- | ----- |
|           | Lars Glasser Ingemar Hedberg Lennart Klingström Gert Fredriksson     | Svezia    |       |
|           | Poul Agger Andreas Lind Ejvind Hansen Johan Kobberup                 | Danimarca |       |
|           | Maximilian Raub Herbert Wiedermann Herbert Klepp Gunther Ruhrnschopf | Austria   |       |

### K1 1000m
| Posizione | Atleta             | Paese     | Tempo |
| --------- | ------------------ | --------- | ----- |
|           | Gert Fredriksson   | Svezia    |       |
|           | Thorvald Strömberg | Finlandia |       |
|           | Lars Petterson     | Svezia    |       |

### K1 10000m
| Posizione | Atleta             | Paese     | Tempo |
| --------- | ------------------ | --------- | ----- |
|           | Thorvald Strömberg | Finlandia |       |
|           | Gert Fredriksson   | Svezia    |       |
|           | Arne Jansson       | Svezia    |       |

### K2 500m
| Posizione | Atleta                             | Paese   | Tempo |
| --------- | ---------------------------------- | ------- | ----- |
|           | Lars Glasser Ingemar Hedberg       | Svezia  |       |
|           | Henry Pettersson Berndt Haeppling  | Svezia  |       |
|           | Maximilian Raub Herbert Wiedermann | Austria |       |

| Posizione | Atleta                                | Paese     | Tempo |
| --------- | ------------------------------------- | --------- | ----- |
|           | Sylvi Saimo Greta Gronholm            | Finlandia |       |
|           | Gertrude Liebhart Friederike Schwingl | Austria   |       |
|           | Ingrid Wallgren Lisa Lundberg         | Svezia    |       |

### K2 1000m
| Posizione | Atleta                       | Paese       | Tempo |
| --------- | ---------------------------- | ----------- | ----- |
|           | Lars Glasser Ingemar Hedberg | Svezia      |       |
|           | Ivar Mathisen Knut Ostbye    | Norvegia    |       |
|           | Piet Bakker Harry Koorstra   | Paesi Bassi |       |

### K2 10000m
| Posizione | Atleta                            | Paese     | Tempo |
| --------- | --------------------------------- | --------- | ----- |
|           | Gunnar Åkerlund Hans Wetterström  | Svezia    |       |
|           | Svend Fromming Ingvard Norregaard | Danimarca |       |
|           | Karl-Erik Bjork Per-Olav Olsson   | Svezia    |       |

### K4 1000m
| Posizione | Atleta                                                         | Paese   | Tempo |
| --------- | -------------------------------------------------------------- | ------- | ----- |
|           | Einar Pihl Hans Eriksson Lars Pettersson Berndt Haeppling      | Svezia  |       |
|           | Gunnar Åkerlund Ebbe Frick Sven-Olaf Sjodeliu Hans Wetterström | Svezia  |       |
|           | Herbert Klepp Walter Fruhwirth Hans Ortner Paul Fehlinger      | Austria |       |

### K4 10000m
| Posizione | Atleta                                                          | Paese   | Tempo |
| --------- | --------------------------------------------------------------- | ------- | ----- |
|           | Karl Andersson Gosta Gustavsson Harry Johansson Stig Andersson  | Svezia  |       |
|           | Karl-Erik Bjork Per-Olav Olsson Klas Norgren Arne Jansson       | Svezia  |       |
|           | Walter Piemann Albert Schmidtberger Otto Lackner Alfred Krammer | Austria |       |